# Alien Ant Farm
Alien Ant Farm — американський рок-гурт, утворений в 1996 році в місті Ріверсайд, Каліфорнія.

## Історія
Гурт «Alien Ant Farm» був утворений в 1996 році в Ріверсайді, Каліфорнія. Майбутній фронтмен колективу, Драйден Мітчелл, вирішив зайнятися музикою під враженням від успіхів власного батька, частенько брав гітару на дружніх вечірках. Ще троє майбутніх учасників «Alien Ant Farm» познайомилися, граючи у складі гурту, що виконувала кавер-версії пісень «Primus». В ряді музичних пристрастей квартету окремо стоїть любов барабанщика Майка Косгрува до творчості «короля попа» Майкла Джексона, яка ще послужить «Alien Ant Farm» непогану службу. Перший спільний концерт на основі власного матеріалу хлопці відіграли на дні народження Мітчелла в червні 1996 року і відтоді не розлучаються.
Назва «Alien Ant Farm» («Мурашина ферма іншопланетян» або, точніше, «Чужий мурашник») придумав гітарист Теренс Корсо, якому одного разу спало на думку, що, можливо, людство — результат експерименту іншопланетян: «Припустимо, вони помістили нас у відповідну атмосферу, і спостерігають. Так само як діти розглядають мурашник. Тільки тепер мурахи — це люди.»
1999 року, маючи за плечима багатий концертний досвід, «Alien Ant Farm» на власні кошти випустили перший диск з надзвичайно оригінальним для дебюту назвою «Greatest Hits». Вже через кілька місяців платівка, що не завжди згадується в офіційній дискографії колективу, виправдала амбіції музикантів, коли виборола першість в номінації «Кращий незалежний альбом» на церемонії «L. A. Music Awards». Дуже скоро гурт отримав пропозицію від «Papa Roach», з якими часто грала ще на зорі клубної кар'єри, записати на їхньому рекорд-лейблі свій наступний альбом. Диск «ANThology», спродюсований Джеєм Баумгарднером («Papa Roach», «Slipknot», «Orgy»), що вийшов 2001 року і запам'ятався широкій публіці надуспішною реанімацією легендарного хіта вищезазначеного Майкла Джексона «Smooth Criminal», який у версії каліфорнійців увійшов в десятку кращих рок-синглів Billboard" за підсумками 2001 року.
Європейське турне в підтримку «ANThology» довелося перервати у травні наступного року: автобус, в якому гурт переїжджав з Люксембурга в Лісабон, потрапив в автокатастрофу, в результаті чого водій машини загинув, а всі учасники «Alien Ant Farm» отримали серйозні травми.

### TruANT(2003—2004)
Незабаром Alien Ant Farm повернулися до студії для роботи над наступним альбомом, Truant, який вийшов у 2003 році і був спродюсований Робертом і Діном Делео з Stone Temple Pilots. Відео на «These Days», перший сингл з альбому, зняли на даху сусідньої будівлі під час червоної доріжки на церемонії нагородження BET Awards 2003 року. «Glow» мав успіх на мейнстрімних радіостанціях, досягнувши довготривалого успіху в Топ-20 у Новій Зеландії. Однак через два місяці після виходу альбому їхній лейбл скоротив операції, що завадило популярності альбому з часом, і він став набагато менш успішним, ніж платиновий дебютник.
У жовтні 2003 року гітарист Корсо покинув гурт, посилаючись на «непримиренні розбіжності». Віктор Камачо (давній друг гурту і гітарист) одразу ж приєднався до гурту і завершив решту туру Truant до повернення гурту додому. У 2005 році новим гітаристом став Джо Хілл, який раніше грав у Spiderworks.
У 2004 році гурт записав пісню «Dark in Here» для відеогри The Punisher. Гурт був змушений чекати, поки Geffen дозволить їм записати ще один альбом (після того, як Universal Music купила DreamWorks і приписала гурт до свого лейблу Geffen Records).

### 3rd DraftтаUp in the Attic(2005—2007)
У 2005 році гурт записався з продюсером Джимом Віртом (який записав їхній незалежний дебютний реліз Greatest Hits) і планував випустити альбом влітку того ж року, проте Геффен відклав альбом на полицю, а згодом відмовив гурту в правах на самостійний випуск. Гурт вирушив у дорогу і зробив бутлегові копії матеріалу альбому доступними для всіх шанувальників. Цей неофіційний реліз фанати назвали 3rd Draft.
Пісні гурту були використані у чотирьох відеоіграх. Пісня «Wish» звучала у грі Tony Hawk's Pro Skater 3, а пісня «Courage» — у грі Shaun Palmer's Pro Snowboarder та ATV Offroad Fury 2. Пісня «These Days» звучала у грі Madden NFL 2004, а пісня «S.S Recognize» — у грі NHL 2004.
Наприкінці 2005 року Геффен нарешті погодився дозволити гурту випустити альбом на іншому лейблі Universal, Universal Music Enterprises (його каталожному підрозділі). 30 травня 2006 року новий альбом Up in the Attic вийшов у цифровому вигляді на iTunes і продавався у різних роздрібних магазинах. Видання Best Buy Edition включало бонус-трек «Repeat Defender». Першим синглом стала пісня «Forgive and Forget», яка увійшла до збірки 3rd Draft.
У квітні 2006 року басист Тай Замора покинув гурт і вирішив вступити до коледжу. На нечисленних концертних виступах після цього на бас-гітарі грав Алекс Баррето. 29 червня 2006 року гурт виступив на G4's Attack of the Show, а 18 липня 2006 року Up In The Attic вийшов у світ разом із BUSted: The Definitive DVD. До DVD увійшли відеокліпи на пісні «Forgive and Forget», «Around the Block» і «She's Only Evil». Примітно, що у всіх трьох відео знялися тільки Драйден Мітчелл і Майк Косгроув.
Гурт випустив «Around the Block», другий сингл з Up in the Attic, на iTunes Store у 2007 році.

### Повернення Замори та Корсо (2007—2010)
11 лютого 2008 року гурт розмістив на своєму сайті заяву, в якій говорилося, що Террі Корсо і Тай Замора знову приєдналися до гурту. Також стало відомо, що гурт «неофіційно розпався» у 2007 році через те, що альбом 2006 року Up in the Attic був найменш успішним.
Приблизно в цей же час вокаліст Драйден Мітчелл створив новий гурт Send the Sages. Гітарист Террі Корсо і барабанщик Майкл Косгроув працювали над сайд-проєктом Ghost In The Flesh, басист Тай Замора співпрацював з гуртом eEnik. Alien Ant Farm спорадично гастролювали і випустили новий концертний альбом Alien Ant Farm: Live In Germany.
1 серпня 2009 року вони зіграли на фестивалі Sonisphere у Кнебворті, Великобританія. Вони також виконали пісню «Smooth Criminal» на гастролях Vans Warped Tour 2009 року, присвячених пам'яті Майкла Джексона, який нещодавно помер.
9 лютого 2010 року Alien Ant Farm опублікували на своєму офіційному сайті повідомлення про те, що оригінальний склад (Драйден Мітчелл, Террі Корсо, Тай Замора і Майк Косгроув) знову зібрався разом вперше з 2003 року. 27 лютого 2010 року на офіційному сайті Alien Ant Farm вийшов перший «вебізод» гурту під назвою Bassmasters.

### Always And ForeverтаMantras(з 2011)
Тур «ANTicipation» 2011 року проходив по континентальній частині США з липня по жовтень 2011 року. Вони також взяли участь у «Michael Forever Tribute Concert», який відбувся 8 жовтня 2011 року в Кардіффі, Уельс. Alien Ant Farm почали писати новий матеріал і в липні 2012 року приступили до запису п'ятого альбому Always and Forever на студії Groovemaster Studios в Чикаго в липні 2012 року. У березні 2013 року вони створили краудфандинг, використовуючи PledgeMusic, для фінансування випуску альбому. Перший сингл з Always and Forever, «Let 'Em Know», вийшов у травні 2013 року. Також влітку 2013 року Alien Ant Farm взяли участь у турі «The Big Night Out Tour», відкриваючи його перед Hoobastank і Fuel.
Замора вдруге покинув гурт у березні 2014 року, його замінив Тім П'ю. У той же час Майкл Анайя приєднався до гурту як гастролюючий учасник, забезпечуючи бек-вокал, ударні та клавішні. Ще один сингл, «Homage», вийшов у вересні 2014 року, за яким через місяць послідував EP Phone Home. Альбом Always and Forever вийшов 24 лютого 2015 року.
31 березня 2016 року Alien Ant Farm оголосили на своїй офіційній сторінці у Facebook, що пишуть матеріал для нового альбому.
17 травня 2016 року гурт взяв участь у супертурі Make America Rock Again, який тривав протягом літа і осені 2016 року. Крім того, вони оголосили про хедлайнерський тур, в якому мають намір виконати альбом Anthology повністю. На початку 2018 року гурт відправився в тур Великою Британією разом з Soil і Local H, а потім вирушив у «Gen-X Tour», разом з Buckcherry, P.O.D. і Lit.
8 травня 2020 року новий сингл «Everything She Wants» вийшов у цифровому форматі на стрімінгових сервісах. Це кавер на пісню гурту Wham!.
17 лютого 2021 року вийшов сингл «Afraid of Life» з мініальбому Yum Yum's Lure у співпраці з Insane Clown Posse.
7 листопада 2022 року гурт оголосив про участь у фестивалі Sick New World у Лас-Вегасі, штат Невада, у 2023 році, на якому також виступатили гурти як-от Korn, Deftones, System of a Down, Papa Roach, Soulfly та інші.
30 грудня 2022 року Драйдена Мітчелла звинуватили у нанесенні побоїв після інциденту під час концерту Alien Ant Farm у Broward Center for the Performing Arts у Форт-Лодердейлі 29 жовтня. Стверджується, що Мітчелл схопив за руку глядача і змусив його доторкнутися рукою до своєї «генітальної області».
Alien Ant Farm виступили на 23-му щорічному фестивалі The 23rd Annual Gathering of the Juggalos у липні 2023 р. Шостий альбом під назвою Mantras вийшов 26 квітня 2024 року. Перший сингл альбому, «So Cold», вийшов 19 січня.

## Дискографія

### Альбоми
- Greatest Hits (1999)
- ANThology (2001)
- truANT (2003)
- Up In The Attic (2006)
- Always and Forever (2015)
- Mantras (2024)

### Мініальбоми
- $100 EP (1996)
- Love Songs EP (1998)

### Сингли
- Movies (2001)
- Smooth Criminal (2001)

### Збірники
- 20th Century Masters: The Millennium Collection: The Best of Alien Ant Farm (2008)

## Склад
Поточний
- Драйден Мітчелл — головний вокал, ритм-гітара, акустична гітара (з 1996)
- Майк Косгроув — барабани, перкусія (з 1996)
- Террі Корсо — провідна гітара, бек вокалу (1996—2003, з 2008)
- Тім П'ю — бас-гітара, бек вокалу (з 2014 року)

Колишні учасники
- Джо Хілл — гітара, бек вокал (2004—2008, 2012)
- Алекс Баррето — бас-гітара (2006—2008)
- Tye Zamora — бас-гітара, клавішні, фортепіано, Kalimba, перкусія, бек-вокал (1996—2006, 2008—2014)

Гастрольні музиканти
- Віктор Камачо — гітара (2003)
- Майкл Аная — гітара, клавішні, перкусія, бек-вокал (з 2014 року)

Часова шкала

## Інше
Пісня Wish потрапила в саундтрек Tony Hawk's Pro Skater 3.